# Pelopor

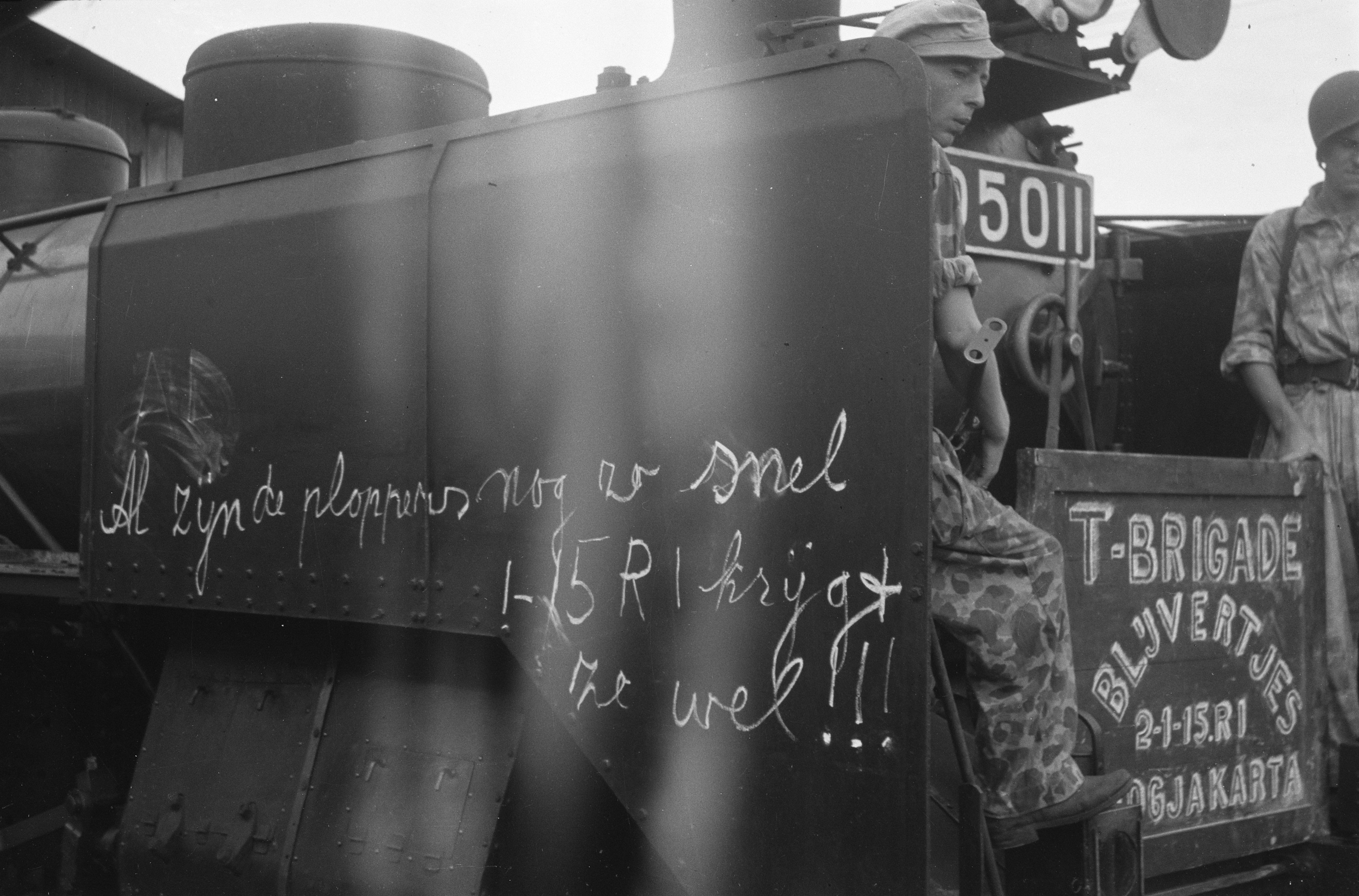
Al zijn de ploppers nog zo snel, 1-15 RI krijgt ze wel!!!
(bij Djokjakarta, 1949)

Het Indonesische woord pelopor betekent "verkenner, pionier". Het woord is oorspronkelijk afkomstig uit het Nederlands, van het woord voorloper.
In historische context wordt het ook wel gebruikt om Indonesische antikoloniale strijders mee aan te duiden. Gedurende de Indonesische onafhankelijkheidsstrijd waren er verschillende strijdgroepen actief, waaronder de TNI (Tentara Nasional Indonesia) in de van meet af aan door de nationalisten gecontroleerde gebieden, en de pelopors in de gebieden die in handen van de Nederlanders waren. Dit onderscheid werd en wordt door veel Nederlanders niet herkend, waardoor de term vaak ten onrechte wordt gebruikt, vaak in verbasterde vorm en met een negatieve ondertoon (ploppers, peloppers).